# 絮勒什·马加什
絮勒什·马加什（匈牙利語：Szűrös Mátyás，1933年9月11日—），匈牙利政治家。1989年10月18日–1990年5月2日担任共产主义过渡到民主政府的临时总统。
絮勒什曾担任匈牙利社会主义工人党中央书记，主管国际事务。1989年3月至1990年5月担任匈牙利国民议会议长，10月23日总统委员会解散后出任临时总统。废除1949年宪法，从它的官方名称匈牙利人民共和国删除了“人民”名称，仅称匈牙利共和国。1990年5月2日由根茨·阿尔帕德接任临时总统，絮勒什回到国民议会任副主席。
絮勒什担任匈牙利社会党议员到2002年，他在2002年退出了该党，加入了新成立的新左翼党，支持在议会选举中他们的总理候选人，但只获得了0.1%的选票。2003年，他加入了社会民主党，后来担任该党主席。他在2005年辞职。